# 藍文徵
蓝文徵（1901年9月25日—1976年1月25日），字孟博，吉林舒兰人。中华民国历史学家。

## 生平[2]
早年先后在家塾、法特哈门中学、吉林省立师范学校学校。1925年，考入吉林法政专门学校肄业。1927年9月，考入清华学校研究院。1929年毕业，随后游学北平一年，其后任教于东北大学。1931年九一八事变爆发后，蓝文徵只身逃入山海关内，任教于青岛女中。随后赴日本，入早稻田大学研究院学习政史。
1937年回国后，历任东北大学历史系主任、教授、代理文学院院长，西北大学历史系主任兼训导主任，重庆北碚国立编译馆编纂。抗日战争胜利后，参与制宪国民大会的制宪工作，且出任北平行辕参议兼《经世日报》主笔。1946年3月出任国民政府立法院第四届立法委员。1948年3月，當選行宪第一届立法委员，兼上海复旦大学、南京中央政治大学教授。
1949年12月赴台湾，历任国立台湾师范大学、国立政治大学、台中私立东海大学兼职教授，也出任「逢甲工商學院」董事之一。他还多次出任中华民国教育部主办的博士学位考试委员，参加立法院教育委员会。
1976年1月25日，在台中病逝。

## 著作
- 《中国通史》上卷
- 《隋唐五代史》
- 《西安》[1]